# Eloy Benítez
Eloy Benítez (* 7. Mai 2003) ist ein puerto-ricanischer Leichtathlet, der sich auf den Sprint spezialisiert hat. Er hält aktuell den Landesrekord im 100-Meter-Lauf.

## Sportliche Laufbahn
Erste Erfahrungen bei internationalen Meisterschaften sammelte Eloy Benítez im Jahr 2025, als er bei den Hallenweltmeisterschaften in Nanjing das Finale im 60-Meter-Lauf erreichte, dort aber nicht ins Ziel kam. In der Vorrunde stellte er jedoch mit 6,49 s einen neuen Landesrekord auf. Bereits 2024 stellte er mit 10,04 s in Clermont einen Landesrekord im 100-Meter-Lauf auf und löste damit Diego González als Rekordhalter ab.
2024 wurde Benítez puerto-ricanischer Meister im 100-Meter-Lauf sowie 2023 in der 4-mal-100-Meter-Staffel.

## Persönliche Bestleistungen
- 100 Meter: 10,04 s (+2,0 m/s), 11. Mai 2024 in Clermont (puerto-ricanischer Rekord)
  - 60 Meter (Halle): 6,49 s, 21. März 2025 in Nanjing (puerto-ricanischer Rekord)